# Роузвілл (Айова)
Роузвілл (англ. Roseville) — переписна місцевість (CDP) в США, в окрузі Флойд штату Айова. Населення — 39 осіб (2020).

## Географія
Роузвілл розташований за координатами 43°1′31″ пн. ш. 92°48′29″ зх. д. / 43.02528° пн. ш. 92.80806° зх. д. (43.025350, -92.808174).  За даними Бюро перепису населення США в 2010 році переписна місцевість мала площу 9,56 км², уся площа — суходіл.

## Демографія
Згідно з переписом 2010 року, у переписній місцевості мешкало 49 осіб у 16 домогосподарствах у складі 13 родин. Густота населення становила 5 осіб/км².  Було 17 помешкань (2/км²).
Расовий склад населення:
| - 98,0 % — білих - 2,0 % — азіатів |

До двох чи більше рас належало 0,0 %. Частка іспаномовних становила 14,3 % від усіх жителів.
За віковим діапазоном населення розподілялося таким чином: 32,7 % — особи молодші 18 років, 59,1 % — особи у віці 18—64 років, 8,2 % — особи у віці 65 років та старші. Медіана віку мешканця становила 34,5 року. На 100 осіб жіночої статі у переписній місцевості припадало 104,2 чоловіків;  на 100 жінок у віці від 18 років та старших — 135,7 чоловіків також старших 18 років.
Цивільне працевлаштоване населення становило 0 осіб. 